# محمد عسگری (مربی فوتبال)
محمد عسگری (زاده ۱۱ آبان ۱۳۶۶ در تهران) مربی و آنالیزور فوتبال اهل ایران است. او در حال حاضر به عنوان مربی و آنالیزور در  فولاد خوزستان فعالیت می‌کند. عسگری که دارای مدرک مربیگری درجه (A) آسیا است، در تیم‌های نوجوانان، جوانان و امید ایران سابقه فعالیت دارد و در عرصه باشگاهی هم با تیم‌های صبای قم، نفت تهران، ذوب‌آهن اصفهان، تراکتور تبریز، شهرخودرو مشهد و پرسپولیس تهران همکاری داشته‌است.
او در قامت مربی در تیم‌های امید ایران، ذوب‌آهن اصفهان و پرسپولیس تهران توانسته در تورنمنت‌هایی مانند رقابت‌های قهرمانی غرب آسیا، جام حذفی فوتبال ایران، سوپرجام فوتبال ایران و لیگ برتر فوتبال ایران به عنوان قهرمانی برسد و تجربه نایب‌قهرمانی در لیگ قهرمانان آسیا هم در کارنامه‌اش دیده می‌شود.
عسگری در دوران مربیگری‌اش در قامت دستیار و آنالیزور در کنار یحیی گل‌محمدی، صمد مرفاوی و نلو وینگادا فعالیت کرده‌است.

## افتخارات به عنوان مربی و آنالیزور
- قهرمانی مسابقات غرب آسیا همراه با تیم امید ایران
- ۲ قهرمانی جام حذفی فوتبال ایران همراه با تیم ذوب‌آهن اصفهان
- قهرمانی سوپرجام فوتبال ایران همراه با تیم ذوب‌آهن اصفهان
- صعود همراه تیم ذوب‌آهن اصفهان به لیگ قهرمانان آسیا
- نایب‌قهرمانی همراه با تیم پرسپولیس در لیگ قهرمانان آسیا
- ۳ قهرمانی همراه با تیم پرسپولیس در لیگ برتر فوتبال ایران
- یک نایب‌قهرمانی همراه با تیم پرسپولیس در لیگ برتر فوتبال ایران
- قهرمانی همراه با تیم پرسپولیس در جام حذفی فوتبال ایران
- ۲ قهرمانی با تیم پرسپولیس در سوپرجام فوتبال ایران